# Mexican Hat Rock
Mexican Hat Rock est une formation rocheuse du comté de San Juan, dans l'Utah, aux États-Unis. Elle se présente comme un bloc aplati en équilibre au sommet d'un monticule et évoquant un sombrero mexicain. La localité voisine de Mexican Hat doit son nom à son apparence.